# Yvette Mues
Yvette Mues (Tienen, 1 november 1945) is een Belgisch voormalig politica voor de socialistische partij sp.a.

## Levensloop
Yvette Mues werd beroepshalve verpleegster.
Ze werd politiek actief voor de toenmalige SP, vanaf 2001 sp.a geheten. Voor deze partij zetelde Mues van 1995 tot 2012 in de gemeenteraad van Landen, waar ze van 2007 tot 2009 tevens schepen van Seniorenbeleid, Personeel en Burgerzaken was. Van 2000 tot 2006 was ze daarenboven provincieraadslid van Vlaams-Brabant.
In december 2006 kwam Mues, tweede opvolger bij de federale verkiezingen van mei 2003, voor de kieskring Leuven in de Kamer van volksvertegenwoordigers terecht. Ze volgde er Karin Jiroflée op, die gedeputeerde van Vlaams-Brabant werd. Ze bleef zes maanden lang volksvertegenwoordiger, tot aan de verkiezingen van juni 2007. Hierbij stond Mues niet meer op de sp.a-lijsten.